# Orhán oszmán szultán
Orhán, régies írásmóddal Urchán (Söğüt, 1281/1284 – Bursa, 1362 márciusa/április vége) volt az újonnan megalakult Oszmán Birodalom beje 1326 és 1362 között.

## Élete

### Bursa elfoglalása
I. Oszmán fiaként született 1281 körül. Édesapja halála után, 1326-ban lépett a trónra. Uralkodása kezdetén elfoglalta a megerősített Bursát, ahol magának díszes palotát épített. A palota kapuja fölé a "magas porta" feliratot vésette. Ezzel a névvel azontúl országuk fővárosát jelölték a törökök.

### Eljutás aFekete-tengerig
Orhán kiterjesztette birodalmának határait a Propontiszig és a Hellészpontosz szorosáig.

### Európa kapuja
Orhán fia, Szulejmán 1356-ban – Gallipoli erősségét elfoglalva – Európa földjére lépett Így az Oszmán Birodalom egy nagyon fontos hídfőhöz jutott, amelynek segítségével átjárhattak Európába.[forrás?] Orhán – miután tanácskozott öccsével Alaeddinnal az elfoglalt területek polgári kormányzása felől – megvetette alapját az oszmán államjognak. Ezek után az országot 3 katonai kerületre (szandzsák) osztotta, öccsét pedig kinevezte a birodalom első nagyvezírivé. Orhán egyik legnevezetesebb alkotása az állandó hadsereg megalapítása volt, amely katonáit a keresztény fiúgyermekek szolgáltatták. E hadtestet alapítója "jenicseri" ("janicsár") azaz "új csapatnak" nevezte el. A janicsárság volt a szigorúan fegyelmezett, jól begyakorolt gyalogság magva. A hadsereg másik részét a szpáhik, a rendes lovasok alkották, amelynek legénységét – öröklött hadkötelezettsége fejében – a meghódított területeken jobbágyi javadalmak élvezetével jutalmazták. Az Európában ekkoriban még ismeretlen katonailag és polgárilag szervezett állandó hadseregben gyökerezett az oszmánok hatalmának túlsúlya ellenségeik fölött.

### Házasság

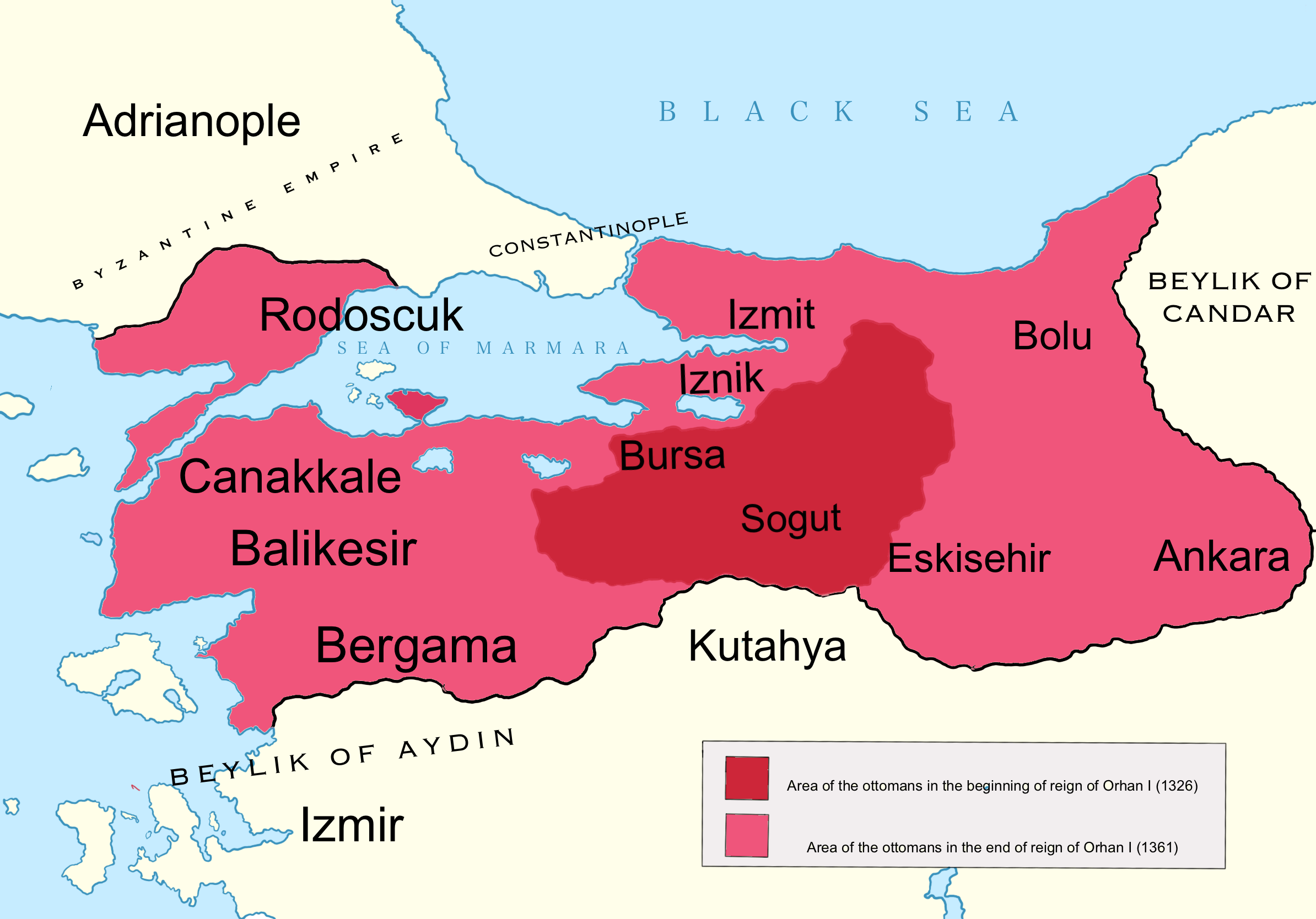
Orhán hódításai (világos pirossal)

Anatólia legnagyobb részének meghódítása után Orhán feleségül vette Helént, VI. (Kantakuzénosz) János (V. (Palailogosz) János bizánci császár ellenfele) leányát, és segítette ennek trónra jutását.[forrás?]

### Utódlás
Orhán 36 évnyi uralom után mintegy 81 évesen hunyt el 1362 tavaszán, birodalmát pedig fia, I. Murád örökölte.

## Gyermekei
- ismeretlen asszonytól:
  - Szulejmán pasa (1316 – 1357)
  - Szultán bej (1324 – 1362)
  - Khadijah Khanum
- 1299-ben Orhán feleségül vette Nilüfer Hatun (? – 1359). 2 gyermekük született:
  - I. Murád (1319/1326 – 1389. június 15.)
  - Kaszim (? – 1346)
- Orhán 1316-ban feleségül vette a bizánci Aszporsát. 2 gyermekük született:
  - Ibrahim (1316 – 1362)
  - Fatima
- Orhán 1345-ben feleségül vette Theodórát, IV. István Uroš szerb cár leányát. Gyermekük nem ismert.
- Orhán 1346-ban feleségül vette Theodóra Mária Kantakuzéné (1332 – ?) bizánci hercegnőt, VI. János bizánci császár leányát. Két gyermekük született:
  - Ibrahim (? – 1362)
  - Halil (1347 – 1362)